# Trichogramma bourarachae
Trichogramma bourarachae är en stekelart som beskrevs av Pintureau och Babault 1988. Trichogramma bourarachae ingår i släktet Trichogramma och familjen hårstrimsteklar.
Artens utbredningsområde är:
- Marocko.
- Portugal.

Inga underarter finns listade i Catalogue of Life.